# تلورید سرب
تلورید سرب (به انگلیسی: Lead telluride) با فرمول شیمیایی PbTe یک ترکیب شیمیایی است. که جرم مولی آن 334.80 g/mol می‌باشد. شکل ظاهری این ترکیب، دستگاه بلوری مکعبی خاکستری است.